# اور کامپتون
اور کامپتون (به انگلیسی: Over Compton) یک روستا و محله مدنی در بریتانیا است که در West Dorset واقع شده‌است. اور کامپتون ۱۸۳ نفر جمعیت دارد.